# Stephen Walsh
Stephen Walsh (ur. 26 sierpnia 1859, zm. 16 marca 1929) – brytyjski polityk i działacz związków zawodowych, członek Partii Pracy, minister w pierwszym rządzie Ramsaya MacDonalda.
W wieku 14 lat rozpoczął pracę w kopalni. W 1901 r. został agentem Lancashire and Cheshire Miners' Federation w Wigan. W grudniu 1906 r. został wybrany do Izby Gmin jako reprezentant okręgu Ince. Od marca do lipca 1917 r. był parlamentarnym sekretarzem w Ministerstwie Służby Narodowej, a następnie do stycznia 1919 r. – parlamentarnym sekretarzem przy Radzie Samorządu Lokalnego.
W latach 1922–1924 był wiceprzewodniczącym Narodowego Związku Górników. Zrezygnował, gdy Ramsay MacDonald powierzył mu w styczniu 1924 r. tekę ministra wojny w pierwszym rządzie Partii Pracy. Walsh pozostał na tym stanowisku do upadku rządu w listopadzie 1924 r. Zmarł w 1929 r.